# グローリア賞

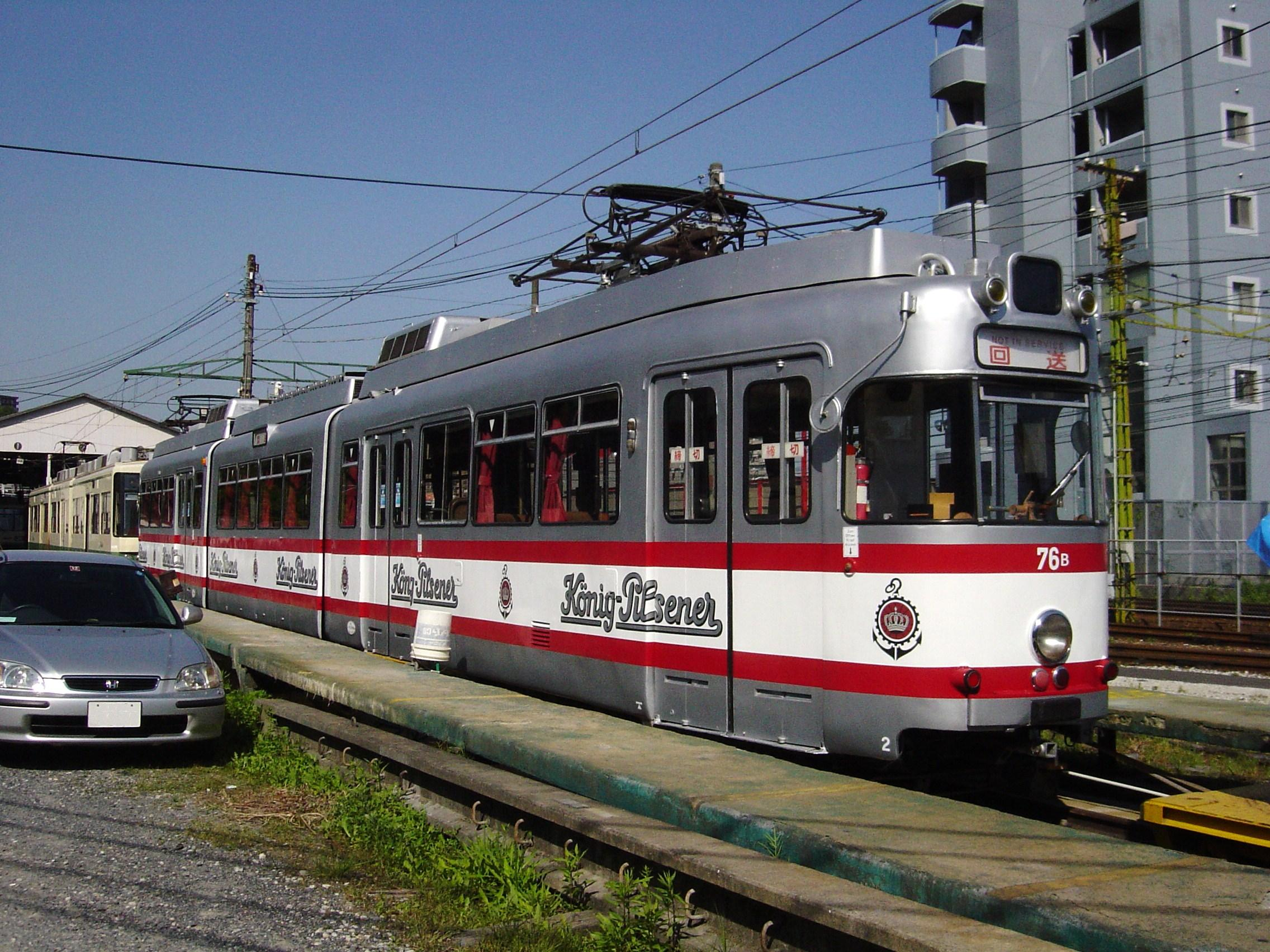
1984年受賞 西独ドルトムント市からの車両譲受等「新時代の路面電車」に向けた経営を評価された広島電鉄

グローリア賞（グローリアしょう）は、鉄道友の会が1984年から2003年に授与をしていた賞である。

## 概要
グローリア賞は、鉄道友の会が1984年9月22日に制定した鉄道趣味顕賞の1つであり、鉄道事業の運営や業績に貢献した施策・技術について顕彰するに足りると認められた鉄道・軌道事業者に対し授与された。
選定は鉄道友の会各支部の推薦をもとに選考委員会によって行われたが、ブルーリボン賞と異なり毎年選定されるものではなかった。2002年の伊予鉄道坊っちゃん列車を最後の選定とし、2003年11月15日に廃止された。

## 受賞者
- 1984年 - 広島電鉄
  - 新型軽快電車の導入や当時西ドイツのドルトムント市からの車両譲受、「ロケーションシステム」などの管制システムの完備、整理券発券機による料金収受システムの合理化を進めて「新時代の路面電車」に向けた経営を評価。
- 1985年 - 三陸鉄道
  - 初の特定地方交通線転換第三セクター鉄道で、徹底した合理化、積極的な経営、地元自治体の協力により初年度黒字を計上したことに対して[1]。
- 1986年 - 長崎電気軌道
  - 低運賃（当時100円）に対して[2]。
- 1987年 - 大井川鉄道
  - 蒸気機関車の運転に対して。
- 1988年 - 弘南鉄道
  - 黒石線の引き継ぎ、7000系の大量納入による輸送改善などに対して[3]。
- 1989年 - 帝都高速度交通営団
  - 6000系以降のチョッパ制御車両の大量導入、01系以降の0x系における車内案内表示装置・乗り心地の改善などのサービスアップに対して[4]。
- 1992年 - 土佐電気鉄道
  - 外国型電車の保存活動に対して。
- 1994年 - 関西電力
  - トロリーバスの運行に対して。
- 1996年 - 茨城交通
- 1997年 - 島原鉄道
  - 「島鉄ハッピートレイン」に対して。
- 1998年 - （財）埼玉県北部観光振興財団、秩父鉄道[5]
  - SLパレオエクスプレスの運転に対して[5]。
- 2000年 - カヤ興産
  - 鉄道文化遺産の保存展示(加悦SL広場)に対して。
- 2001年 - 東京急行電鉄
  - 世田谷線のバリアフリー化や田園調布駅、大岡山駅、二子玉川駅の改良が都市交通の社会的要請にマッチするものであるため[6]。
- 2002年 - 伊予鉄道[7]
  - 坊っちゃん列車の運行に対して[7]。

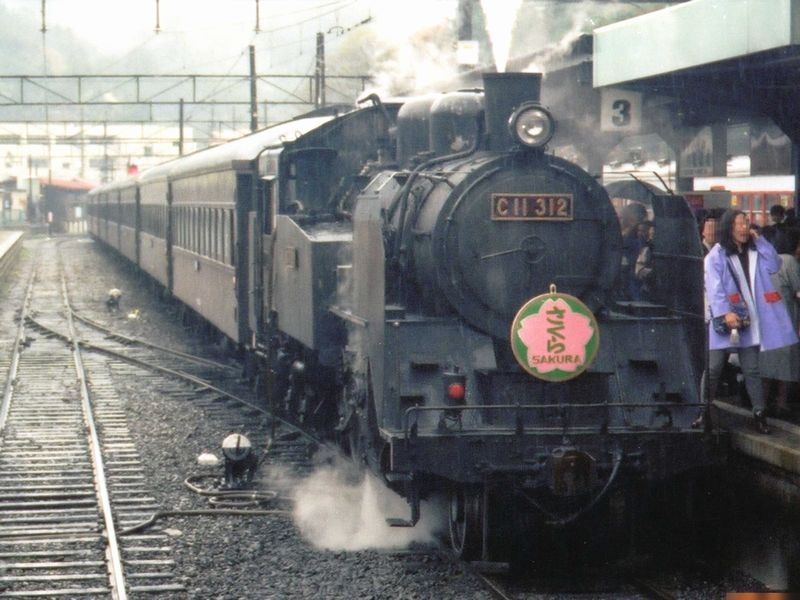
1987年グローリア賞 大井川鉄道のSL運転
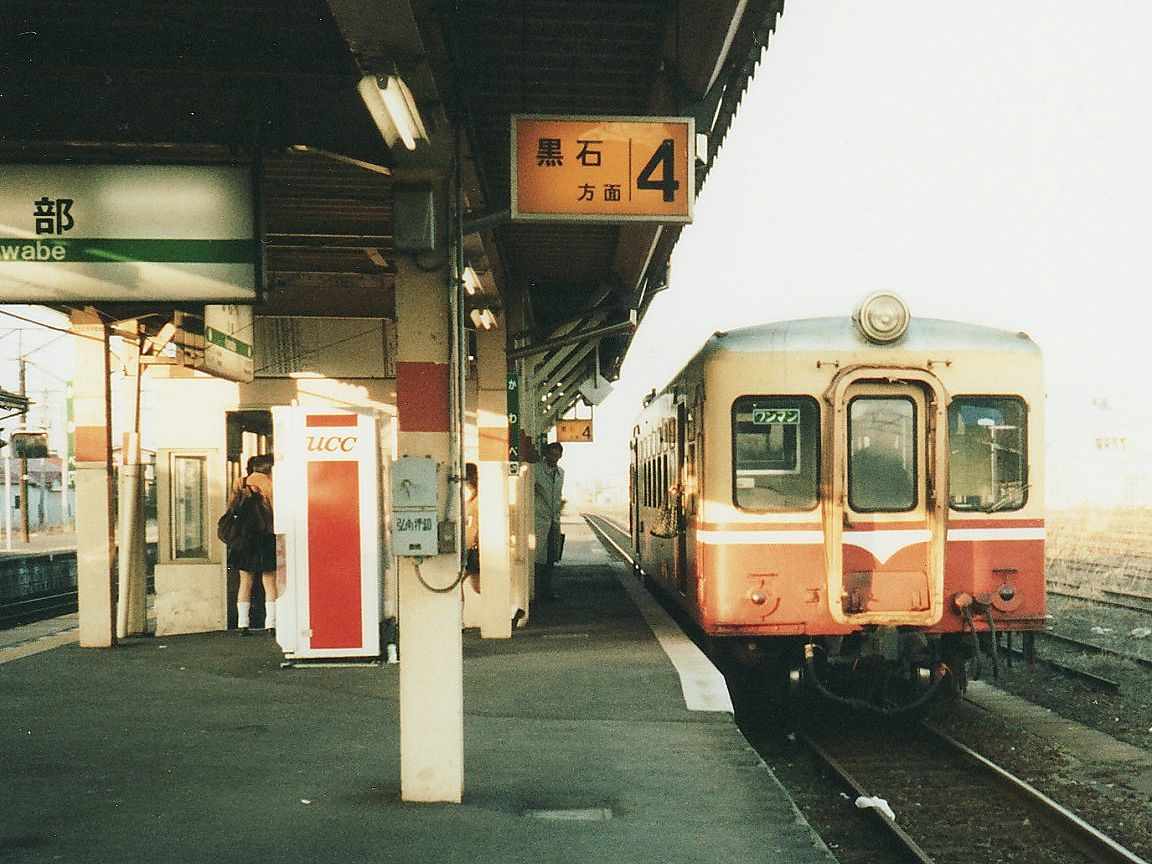
1988年グローリア賞 弘南鉄道に引き継がれた黒石線
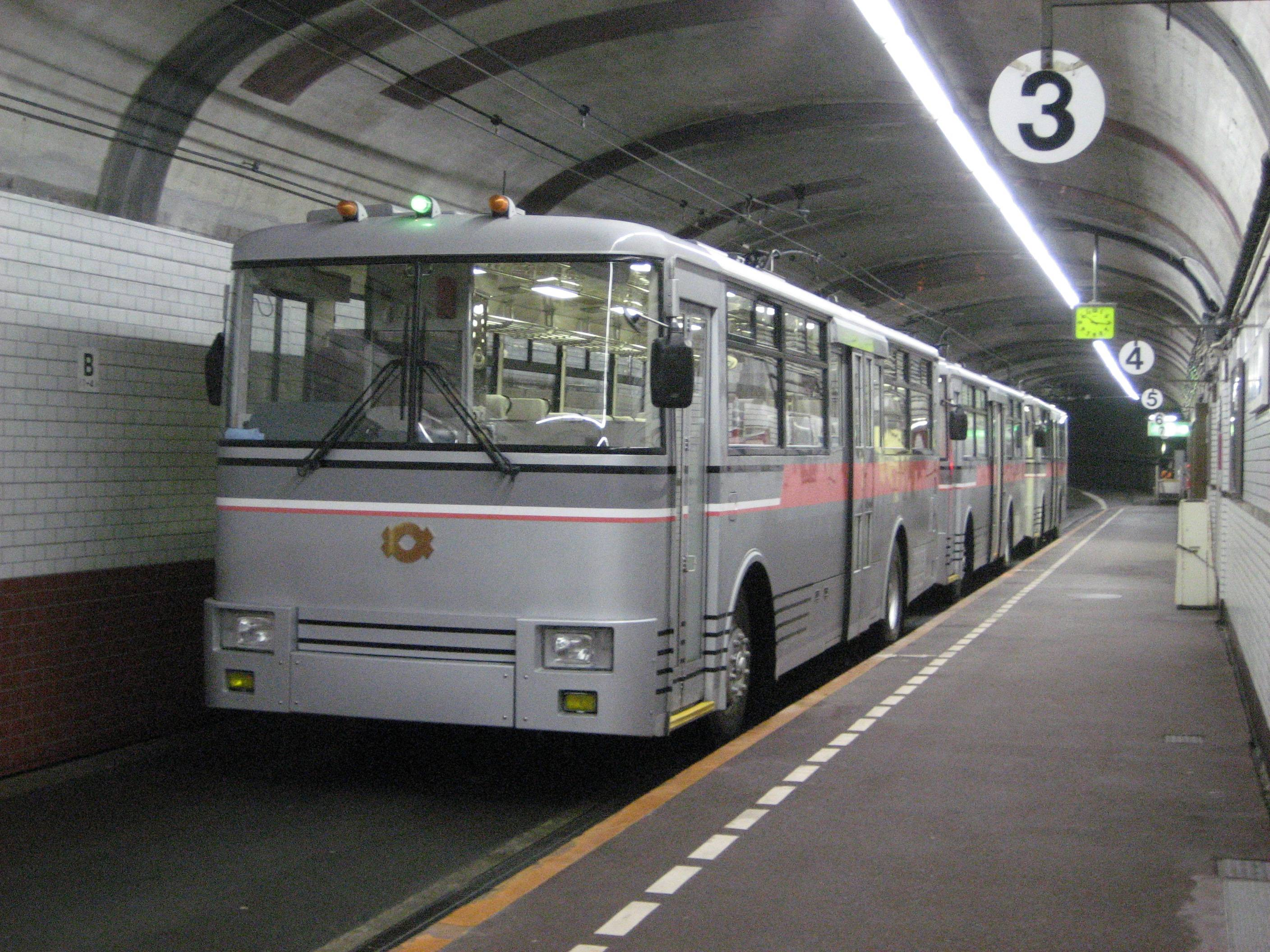
1994年グローリア賞 関西電力のトロリーバス
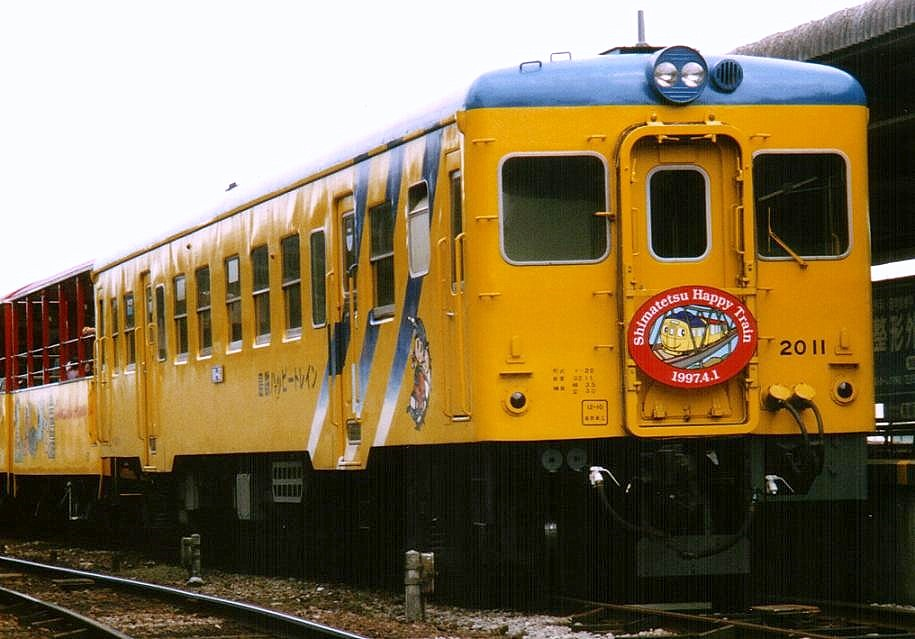
1997年グローリア賞 島原鉄道「島鉄ハッピートレイン」
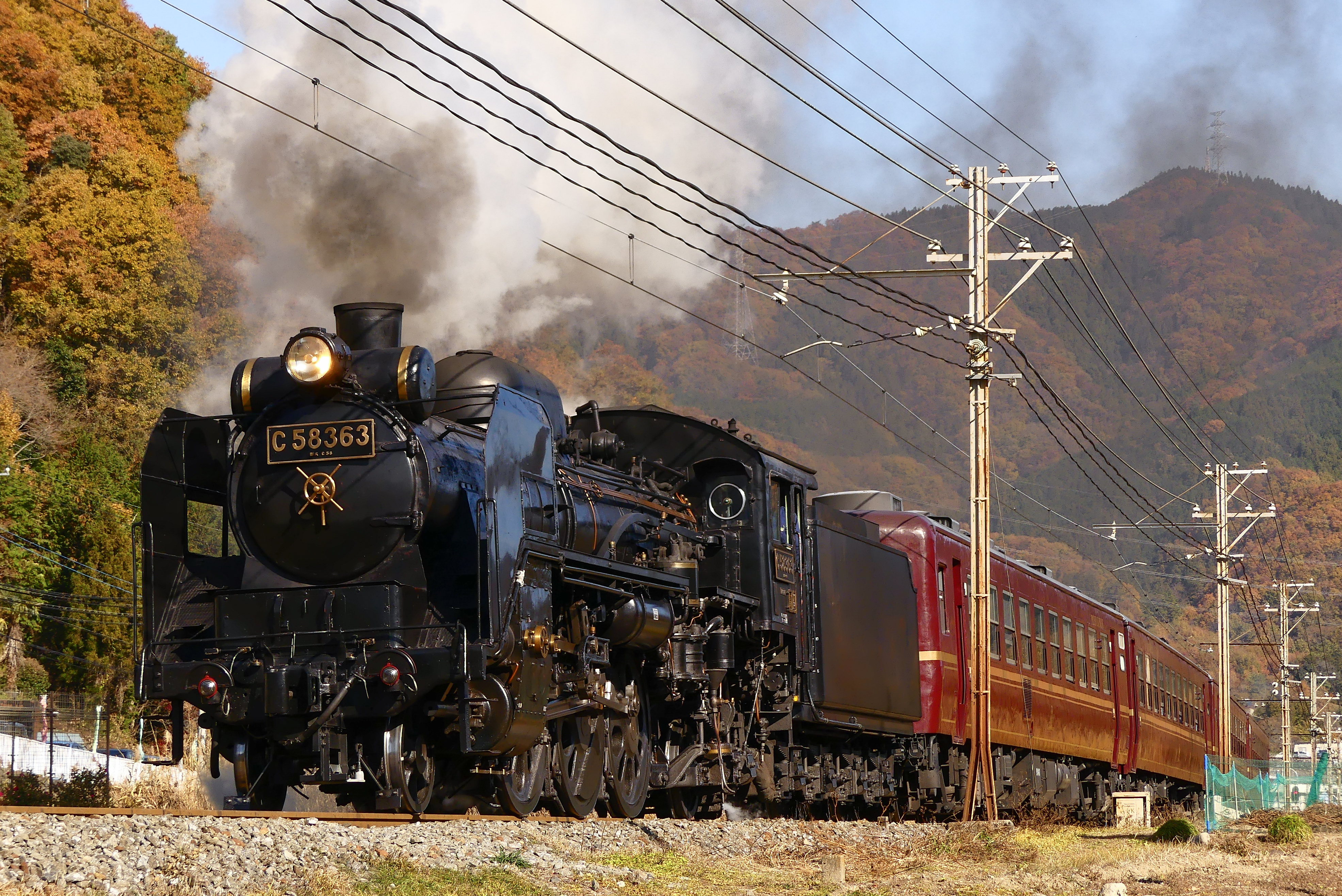
1998年グローリア賞 秩父鉄道SLパレオエクスプレス
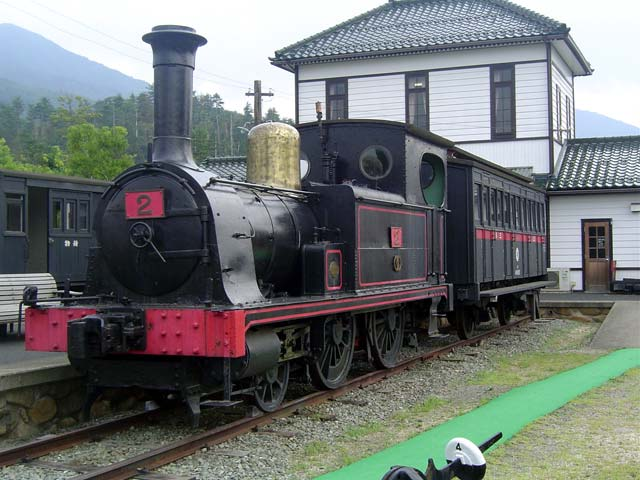
2000年グローリア賞 カヤ興産加悦SL広場
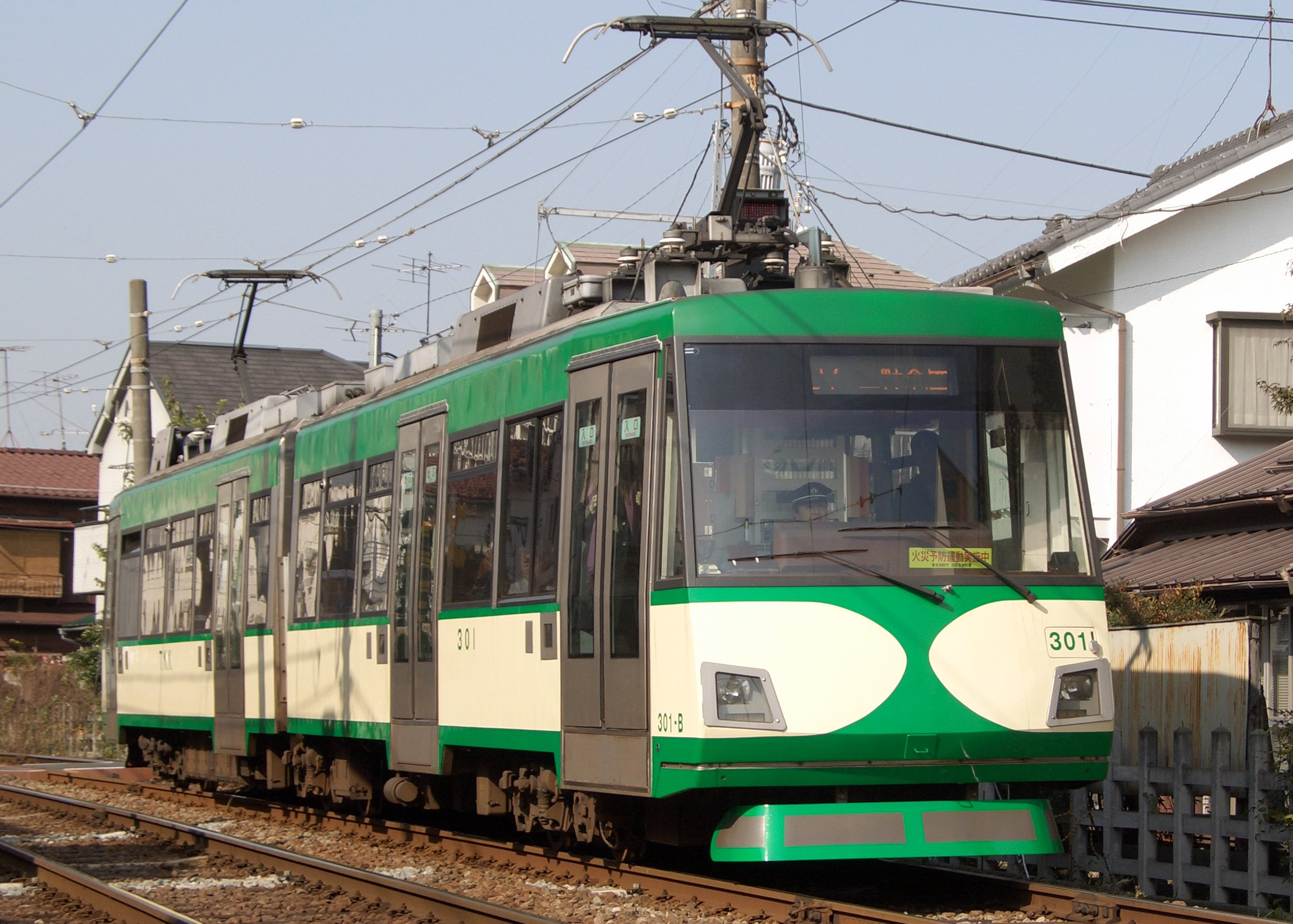
2001年グローリア賞 東京急行電鉄世田谷線
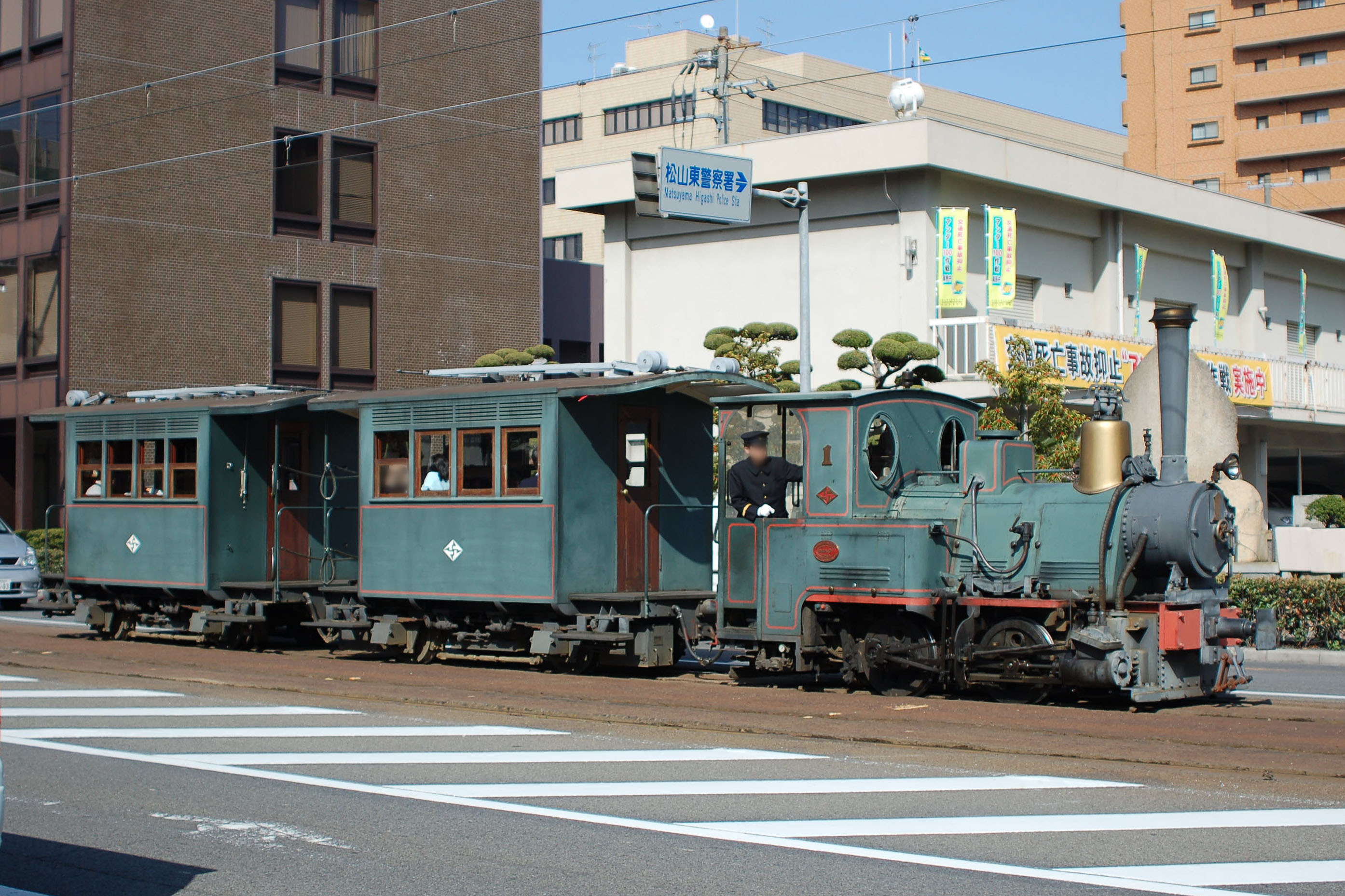
2002年グローリア賞 伊予鉄道坊っちゃん列車